# Maryadpur (Rupandehi)
Maryadpur – gaun wikas samiti w zachodniej części Nepalu w strefie Lumbini w dystrykcie Rupandehi. Według nepalskiego spisu powszechnego z 2001 roku liczył on 679 gospodarstw domowych i 4965 mieszkańców (2398 kobiet i 2567 mężczyzn).